# عبد العزيز بن عبد الستار تركستاني
عبد العزيز بن عبد الستار تركستاني سفير المملكة العربية السعودية السابق لدى إمبراطورية اليابان منذ عام 2008م وحتى 2015م وكان أول سفير للمملكة في اليابان يتقن اللغة اليابانية بطلاقة. من مواليد الطائف بتاريخ 15ابريل 1958م.

## خدماته
- مدير المعهد العربي الإسلامي بطوكيو 1408-1404
- محاضر بجامعة الإمام محمد بن سعود 1411-1408
- مدير عام التسويق بشركة عبد اللطيف جميل 1415-1411
- مدير عام تنمية المبيعات بالشركة السعودية للأبحاث والتسويق 1418-1415
- دراسة الدكتوراه 1420-1418
- مستشار وزير الشؤون الإسلامية 1425-1420
- نائب رئيس الشركة الأولى 1426-1425
- المدير التنفيذي لشركة الرؤية المتكاملة للتدريب 1427-1426
- المشرف على قسم إدارة العلوم الإدارية والإنسانية- كلية المجتمع بمحافظة حريملاء
- أستاذ مساعد –جامعة الملك سعود بالرياض 1428
- سفير خادم الحرمين الشريفين لدى اليابان